# Comin' from Where I'm From
| Críticas profissionais | Críticas profissionais |
| Avaliações da crítica  | Avaliações da crítica  |
| Fonte                  | Avaliação              |
| ---------------------- | ---------------------- |
| Allmusic               | [ 1 ]                  |
| Robert Christgau       | hm1                    |
| Entertainment Weekly   | B+                     |
| New York Times         | (favorável)            |
| PopMatters             | (9/10)                 |
| Rolling Stone          | [ 6 ]                  |
| USA Today              | [ 7 ]                  |
| Village Voice          | (favorável)            |
| Washington Post        | (favorável)            |
| Yahoo! Music           | (favorável)            |

Comin' from Where I'm From é o segundo álbum de estúdio do cantor-compositor americano de R&B e soul Anthony Hamilton, lançado em 15 de Julho de 2003 pela Arista Records nos Estados Unidos. Estreou na 33ª posição da parada americana Billboard 200 em Outubro de 2003 com 33,000 cópias vendidas na primeira semana, ficando sessenta e seis semanas na parada. O tempo foi maior na parada Top R&B/Hip-Hop Albums, onde estreou na sétima posição (e alcançou a sexta na semana seguinte) e ficou cem semanas.
Comin' from Where I'm From alcançou o certificado de platina da Recording Industry Association of America (RIAA) no começo de Dezembro de 2004, tendo vendido 1.2 milhão de cópias nos Estados Unidos. O single "Charlene", o de maior sucesso de Hamilton até hoje, chegou ao número dezenove na Billboard Hot 100 e as cinco melhores da Hot R&B/Hip-Hop Songs. O álbum rendeu a Hamilton três indicações ao Grammy em 2004—Grammy de Melhor Performance Vocal de R&B Tradicional, Grammy de Melhor Canção de R&B (ambas pela faixa título) e o Grammy de Melhor Álbum de R&B Contemporâneo—e uma em 2005—Melhor Performance Vocal de R&B Masculina por "Charlene".

## Lista de faixas
1. "Mama Knew Love" (Anthony Hamilton, Shawn Carter, Al Green) – 3:28
2. "Cornbread, Fish & Collard Greens" (Hamilton, James Poyser, Diedra Artis) – 4:34
3. "Since I Seen't You" (Hamilton, Mark Batson, Maya Jones) – 3:15
4. "Charlene" (Hamilton, Batson) – 4:06
5. "I'm a Mess" (Hamilton, Cedric Solomon, Jeanine Smith) – 4:24
6. "Comin' from Where I'm From" (Hamilton, Batson) – 4:00
7. "Better Days" (Hamilton, David Balfour, Eric Coomes) – 3:02
8. "Lucille" (Hamilton, Balfour, Coomes, Tyler Coomes, Roger Bowling, Hal Bynum) – 4:28
9. "Float" (Hamilton, Junius Bervine) – 5:41
10. "My First Love" (featuring LaToiya Williams) (Hamilton) – 6:14
11. "Chyna Black" (Hamilton) – 3:59
12. "I Tried" (Hamilton, Poyser) – 5:02

Faixa bônus
1. "Comin' from Where I'm From" (Rap Version) (Edição japonesa)

## Histórico nas paradas musicais
| Parada musical (2003)            | Melhor posição |
| -------------------------------- | -------------- |
| Billboard 200                    | 33             |
| Billboard Top R&B/Hip-Hop Albums | 6              |
| Parada musical (2004)            | Melhor posição |
| Billboard Comprehensive Albums   | 53             |

## Histórico de lançamento
| País           | Data                   | Gravadora              |
| -------------- | ---------------------- | ---------------------- |
| Estados Unidos | 15 de Julho de 2003    | So So Def/Zomba/Arista |
| Canadá         | 15 de Julho de 2003    | Sony                   |
| Alemanha       | 20 de Outubro de 2003  | Sony BMG               |
| Austrália      | 12 de Novembro de 2003 | BMG                    |
| Japão          | 25 de Janeiro de 2004  | BMG                    |
| Reino Unido    | 26 de Janeiro de 2004  | Arista                 |
| Países Baixos  | 5 de Julho de 2004     | BMG                    |